# Coppa del 7 novembre
La Coppa del 7 novembre (in francese: Coupe 7 Novembre) è stato un torneo calcistico internazionale a carattere amichevole tenutosi ogni due anni dal 1991 al 1995.
Faceva parte delle cerimonie di commemorazione del 7 novembre 1987, giorno dell'insediamento dell'ex presidente tunisino Zine El-Abidine Ben Ali. Le tre edizioni del torneo, giocate nel 1991, 1993 e 1995, vennero vinte tutte dalla nazionale tunisina.

## Albo d'oro
| 1991 | Tunisia | 4 | Tunisia | 3 – 0               | Luton Town Football Club | Nessuna partita per il terzo posto | Nessuna partita per il terzo posto | Nessuna partita per il terzo posto |
| 1993 | Tunisia | 4 | Tunisia | 2 – 1               | Egitto                   | Malta                              | 2 – 1                              | Gabon                              |
| 1995 | Tunisia | 3 | Tunisia | Girone all'italiana | Algeria                  | Mauritania                         | Mauritania                         | Mauritania                         |

## Piazzamenti
| Squadra    | 1991 | 1993 | 1995 |
| ---------- | ---- | ---- | ---- |
| Tunisia    | 1°   | 1°   | 1°   |
| Luton Town | 2°   | ×    | ×    |
| Egitto     | ×    | 2°   | ×    |
| Malta      | ×    | 3°   | ×    |
| Gabon      | ×    | 4°   | ×    |
| Algeria    | ×    | ×    | 2°   |
| Mauritania | ×    | ×    | 3°   |
| Senegal    | SF   | ×    | ×    |
| Ararat     | SF   | ×    | ×    |